# Валуйське (село)
Валу́йське — село в Україні, у Станично-Луганській селищній громаді Щастинського району Луганської області. Населення становить 3996 осіб. Колишній орган місцевого самоврядування — Валуйська сільська рада.

## Географія
Географічні координати: 48°40' пн. ш. 39°32' сх. д. Часовий пояс — UTC+2. Загальна площа села — 65,1 км².
Село розташоване у східній частині Донбасу за 10 км від районного центру. Найближча залізнична станція — Вільхова, за 2 км. На південно-західній околиці села річка Бродок впадає у річку Верхньо-Ольхову.

## Історія
Населений пункт засновано 1834 року козаками Станиці Луганської. Назва поселення походить від прізвища першопоселенця Валуйського.
1899 року поблизу Валуйського почалося будівництво залізничної лінії Луганськ—Міллерове.
У 1932–1933 роках Валуйська сільська рада постраждала від Голодомору. За свідченнями очевидців кількість померлих склала щонайменше 149 осіб, імена яких встановлено.
Наприкінці 1960-х років у селі діяли центральна садиба радгоспу «Луганський», середня і восьмирічна школи, 2 бібліотеки, клуб, лікарня і майстерні побутового обслуговування.
Упродовж війни на сході України село потрапило до зони бойових дій. 23 січня 2015 року Болотене зазнало масованого обстрілу із артилерії та «Градів» зі сторони збройних формувань ЛНР, внаслідок чого були пошкоджені 7 приватних будинків та одна двоповерхівка, один зі снарядів влучив у подвір'я будинку для людей похилого віку «Надія».
11 лютого під завалами власного будинку, у який влучив артилерійський снаряд, загинула 52-річна жінка. 3 серпня 2015-го терористи вкотре обстрілюють село, поранено співробітника ДАІ. 17 вересня 2015-го терористи обстріляли машину українських військових з гранатомета, двоє бійців 128-ї бригади поранені.

## Населення
За даними перепису 2001 року населення села становило 3996 осіб, з них 11,21 % зазначили рідною мову українську, 88,61 % — російську, а 0,1 % — іншу.

## Пам'ятки
Поблизу Валуйського виявлені рештки поселення епохи бронзи (II — початок I тисячоліття до н. е.).

## Люди
В селі народилися:
- Балабуєв Петро Васильович (1931—2007) — український авіаконструктор, Герой України.
- Долотін Олександр Михайлович (1922—1990) — український графік.

## Також
- Перелік населених пунктів, що постраждали від Голодомору 1932-1933, Луганська область